# El templete de Nasse-House
El templete de Nasse-House, cuyo título original en inglés es Dead Man's Folly, es una novela de la escritora inglesa Agatha Christie, protagonizada por Hércules Poirot y Ariadne Oliver, dos de sus personajes recurrentes. Pertenece al género de misterio. 

## Ediciones
Fue publicada en 1956, en EE. UU. en octubre y en el Reino Unido en noviembre. En los EE. UU. las críticas no fueron buenas: se acusó a la obra de que los caracteres no estaban definidos, los diálogos eran flojos y el hilo poco lógico.
En España lo editó por primera vez Editorial Molino en 1957, traducido por Stella de Cal.

## Sinopsis
Para amenizar una fiesta, los organizadores deciden encargar a una escritora un falso asesinato para que los asistentes lo resuelvan. Esta sospecha algo, y llama a Hércules Poirot.

## Adaptaciones
- La novela fue llevada a la televisión en 1986, en una película dirigida por Clive Donner, guion de Rod Browning y protagonizada por Peter Ustinov en el papel de Poirot y Jean Stapleton en el de Oliver.[4] Fue rodada en el palacete de West Wycombe Park de Buckinghamshire, perteneciente a la Fundación Nacional para Lugares de Interés Histórico o Belleza Natural.
- En 2007 fue emitida por la BBC Radio 4, con John Moffatt y Julia McKenzie en los papeles estelares.